# Rioni de Roma
La palabra rione (pl. rioni) proviene del latín regio (pl. regiones); durante la Edad Media la palabra latina evolucionó a rejones, de la cual acabó en rione. El vocablo ha sido usado desde la Edad Media para nombrar los distritos o barrios del centro de Roma (Italia), de acuerdo a la política de divisiones de aquel tiempo.

## Roma antigua

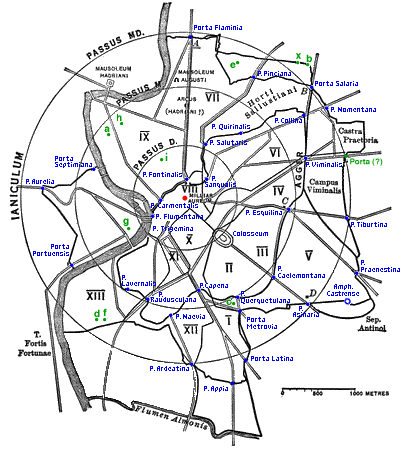
Representación gráfica del Pomerium.

La primera subdivisión urbana de Roma se llevó a cabo en el siglo IV antes de Cristo por Servio Tulio. Siendo instituidas 4  regiones (plural de regio) dentro del pomerium; estas eran:
1. Suburana
2. Esquilina
3. Collina
4. Palatina

Durante la Edad Imperial, bajo el mando del emperador Augusto, tiene lugar una nueva subdivisión de la ciudad, cuyos márgenes se habían extendido más allá de los antiguos muros de época republicana. La ciudad sería subdivivida en 14 regiones, las cuales se ubicaban en el lado izquierdo del curso del Tíber, salvo Transtiberim (la actual Trastevere). Eran:
1. Porta Capena
2. Caelimontium
3. Isis et Serapis
4. Templum Pacis
5. Esquiliae
6. Alta Semita
7. Via Lata
8. Forum Romanum
9. Circus Flaminius
10. Palatium
11. Circus Maximus
12. Piscina Publica
13. Aventinus
14. Transtiberim

## Rionidesde la Edad Media
Con la caída del Imperio romano y la decadencia de la ciudad de Roma como centro cultural, la población disminuyó drásticamente, perdiéndose a su vez, las subdivisiones administrativas dentro de la ciudad. En torno al siglo XII comenzó a delinearse una nueva subdivisión en 12 partes, no por una imposición desde el alto (como en la antigüedad) sino simplemente por uso común. Si bien las zonas eran distintas a las que existían en la antigüedad, se siguió usando el mismo término: regio en latín y rione en lenguaje vulgar.
Los rioni se volvieron oficiales u definitivos, en el siglo XIII y su número se había incrementado a 13, con la incorporación de Trastevere. Hasta entonces los límites entre un rione y otro no eran del todo claros, pues a menudo las casas se ubicaban en el centro del rione y las áreas de frontera se encontraban casi desiertas, haciendo innecesario determinar los confines.
Durante el Renacimiento, sin embargo, se llevó a cabo una intensa labor de sistematización y reorganización de la ciudad. Muchas partes al interior de las murallas de la ciudad se encontraban desiertas, siendo objeto de urbanización, construyéndose nuevas calles, plazas y fuentes, todo lo cual hizo necesario la delimitación precisa de los confines entre los diferentes rioni. En el año 1586 el papa Sixto V añadió un decimocuarto rione en la zona de San Pedro, al que se denominó Borgo.
Dicha subdivisión se mantuvo vigente hasta la invasión y ocupación de las fuerzas napoleónicas en 1798, cuando se intentó imponer una racionalización de las subdivisiones de la ciudad, instituyéndose 12 rioni.
1. Terme
2. Suburra
3. Quirinale
4. Pincio
5. Marte
6. Bruto
7. Pompeo
8. Flaminio
9. Pantheon
10. Campidoglio
11. Gianicolo
12. Vaticano

## Rionide Roma luego de la unidad de Italia

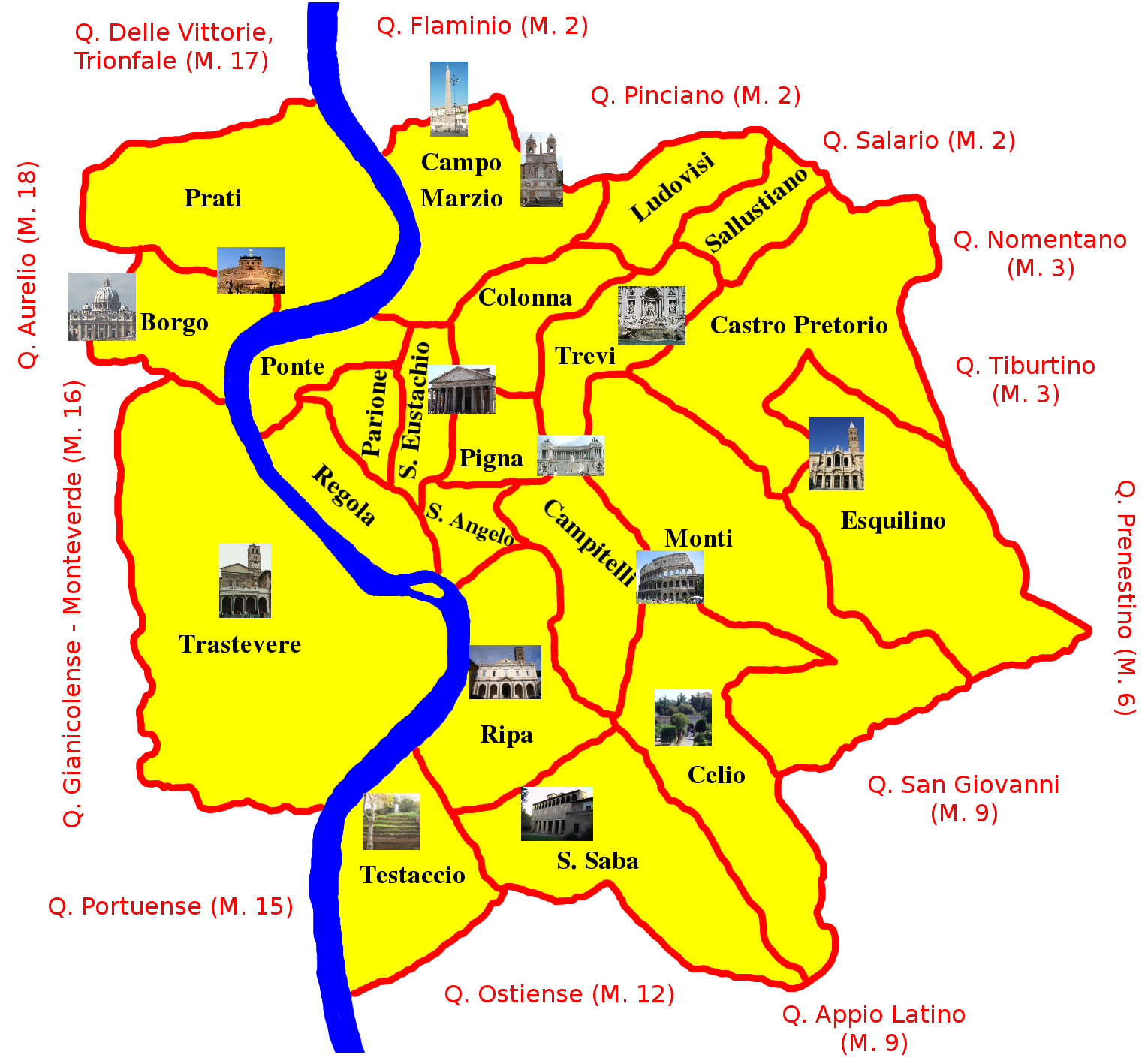
Mapa del centro de Roma con sus rioni.

Roma experimentó un cambio enorme después de que se convirtiese en capital del Reino de Italia en 1870. El flujo continuo de inmigrantes de todas partes de Italia, más la construcción de la infraestructura necesaria para el funcionamiento de una capital de un estado moderno, hizo que la ciudad sufriera una urbanización y un crecimiento demográfico explosivo, tanto dentro de las murallas aurelianas, como fuera de ellas.
Junto al incremento de la población, aumentó el número de rioni en la década de los años 20, hasta llegar a los actuales 22, a cada uno de los cuales oficialmente se le asigna un escudo, un número romano antecedido de una R (rione) y un nombre.
| Escudo | Número  | Rione           | Población | Superficie | Densidad            |
| ------ | ------- | --------------- | --------- | ---------- | ------------------- |
|        | R.I     | Monti           | 14.381    | 1,6508 km² | 8.711,53 hab./km²   |
|        | R.II    | Trevi           | 3.279     | 0,5503 km² | 5.958,57 hab./km²   |
|        | R.III   | Colonna         | 2.703     | 0,2689 km² | 10. 052,06 hab./km² |
|        | R.IV    | Campo Marzio    | 7.214     | 0,8817 km² | 8.181,92 hab./km²   |
|        | R.V     | Ponte           | 4.535     | 0,3189 km² | 14.220,76 hab./km²  |
|        | R.VI    | Parione         | 3.233     | 0,1938 km² | 16.682,15 hab./km²  |
|        | R.VII   | Regola          | 3.974     | 0,3189 km² | 12.461,59 hab./km²  |
|        | R.VIII  | Sant'Eustachio  | 2.450     | 0,1688 km² | 14.514,22 hab./km²  |
|        | R.IX    | Pigna           | 10.490    | 0,2063 km² | 50.848,28 hab./km²  |
|        | R.X     | Campitelli      | 693       | 0,5990 km² | 1.156,93 hab./km²   |
|        | R.XI    | Sant'Angelo     | 1.332     | 0,1376 km² | 9.680,23 hab./km²   |
|        | R.XII   | Ripa            | 2.919     | 0,8485 km² | 3.440,19 hab./km²   |
|        | R.XIII  | Trastevere      | 18.834    | 1,8008 km² | 10.458,69 hab./km²  |
|        | R.XIV   | Borgo           | 3.499     | 0,4877 km² | 7.174,49 hab./km²   |
|        | R.XV    | Esquilino       | 22.748    | 1,5807 km² | 14.391,09 hab./km²  |
|        | R.XVI   | Ludovisi        | 2.038     | 0,3251 km² | 6.268,84 hab./km²   |
|        | R.XVII  | Sallustiano     | 2.404     | 0,2614 km² | 9.196,63 hab./km²   |
|        | R.XVIII | Castro Pretorio | 6.499     | 1,0374 km² | 6.264,7 hab./km²    |
|        | R.XIX   | Celio           | 3.085     | 0,8254 km² | 3.737,58 hab./km²   |
|        | R.XX    | Testaccio       | 8.530     | 0,6628 km² | 12.869,64 hab./km²  |
|        | R.XXI   | San Saba        | 3.657     | 1,1068 km² | 3.304,12 hab./km²   |
|        | R.XXII  | Prati           | 17.427    | 1,2743 km² | 13.675,74 hab./km²  |
|        |         | Total Rioni     | 145.924   |            |                     |